# Frank E. Hughes
Pour les articles homonymes, voir Hugues.
Frank Edgar Hughes est un chef décorateur américain né le 14 juin 1893 à Bakersfield (Californie) et mort le 26 avril 1947.

## Filmographie
- 1927 : Raymond veut se marier (Time to Love) de Frank Tuttle
- 1938 : Mam'zelle vedette (Rebecca of Sunnybrook Farm) d'Allan Dwan
- 1939 : Le Brigand bien-aimé (Jesse James) d'Henry King et Irving Cummings
- 1942 : Time to Kill d'Herbert I. Leeds
- 1942 : Quiet Please, Murder (en) de John Larkin
- 1943 : Le Chant de Bernadette (The Song of Bernadette) d'Henry King
- 1943 : L'Étrange Incident (The Ox-Bow Incident) de William Wellman
- 1943 : Dixie Dugan d'Otto Brower
- 1943 : Rosie l'endiablée (Sweet Rosie O'Grady) d'Irving Cummings
- 1943 : L'Île aux plaisirs (Coney Island) de Walter Lang
- 1944 : Les Clés du royaume (The Keys of the Kingdom) de John M. Stahl
- 1944 : Le Jockey de l'amour (Home in Indiana) d'Henry Hathaway
- 1944 : The Eve of St. Mark de John M. Stahl
- 1944 : Lifeboat d'Alfred Hitchcock
- 1945 : Une cloche pour Adano (A Bell for Adano) de Henry King
- 1945 : Don Juan Quilligan de Frank Tuttle
- 1945 : Le Lys de Brooklyn (A Tree Grows in Brooklyn) d'Elia Kazan
- 1945 : Hangover Square de John Brahm
- 1946 : If I'm Lucky (en) de Lewis Seiler
- 1946 : Anna et le Roi de Siam (Anna and the King of Siam) de John Cromwell
- 1946 : Margie d'Henry King
- 1947 : La Pièce maudite (The Brasher Doubloon) de John Brahm

## Distinctions
Oscar des meilleurs décors
Récompenses
- en 1947 pour Anna et le Roi de Siam

Nominations
- en 1946 pour Les Clés du royaume